# Сумпорна киселина
Сумпорна киселина је хемијско једињење молекулске формуле H24. Спада у класу неорганских киселина. То је безбојна течност, без мириса, и вискозна течност која се меша са водом.
Чиста сумпорна киселина се не јавља природно због њеног јаког афинитета према воденој пари; она је хигроскопна и лако упија водену пару из ваздуха. Концентрована сумпорна киселина је веома корозивна према другим материјалима, од стена до метала, јер је оксидант са снажним својствима дехидратације. Фосфор пентоксид је значајан изузетак по томе што се не дехидрира сумпорном киселином, већ, напротив, дехидрира сумпорну киселину у сумпор триоксид. Након додавања сумпорне киселине у воду, ослобађа се знатна количина топлоте; стога, обрнути поступак додавања воде у киселину не би требало вршити јер ослобођена топлота може да прокључа раствор, прскајући капљице вруће киселине током процеса. У контакту са телесним ткивом, сумпорна киселина може изазвати тешке хемијске опекотине киселином, па чак и секундарне термалне опекотине услед дехидрације. Разблажена сумпорна киселина је знатно мање опасна без оксидативних и дехидрирајућих својстава; међутим, са њом треба поступати пажљиво због његове киселости.
Сумпорна киселина је веома важна робна хемикалија; производња сумпорне киселине дате земље је добар показатељ њене индустријске снаге. Познате су многе методе за њену производњу, укључујући контактни процес, процес влажне сумпорне киселине и процес оловне коморе. Сумпорна киселина је такође кључна супстанца у хемијској индустрији. Најчешће се користи у производњи ђубрива, али је такође важна у преради минерала, преради нафте, преради отпадних вода и хемијској синтези. Она има широк спектар крајњих примена, укључујући кућна средства за чишћење канализационих одвода, као електролит у оловним батеријама, у дехидратацији једињења и у разним средствима за чишћење. Сумпорна киселина се може добити растварањем сумпор триоксида у води.

## Добијање
Алхемичари су је припремали у великим количинама загревањем природних сулфата на високе температуре, при чему је настајао сумпор() оксид, који су растварали у води. У 15. веку добијали су је загревањем хидрираног гвожђе(II) сулфата, са песком. Године 1740. киселина се успешно производила у индустријским размерама спаљивањем сумпора са калијум нитратом у кутљачама које су се налазиле у великој стакленој кугли деломично напуњеној водом.
Данас се сумпорна киселина производи контактним поступком, који се може поделити у три фазе, а два процеса производње се користе данас. Оба поступка захтевају кориштење сумпор() оксида, који се добија сагоревањем /пржењем сулфидних јона/ гвожђе(II) сулфида или сумпора у струји ваздуха.
Једна од ових метода је процес у оловним ћелијама, које имају облик торња изграђеног од цигли олова. У тим торњевима реагују сумпор() оксид, водена пара, кисеоник и азотни оксиди те настају капљице сумпорне киселине које се сливају у дно те коморе. Готово сви азотни оксиди се враћа у комору те поновно ступа у реакцију. Сумпорна киселина произведена на овај начин, садржи само 62-70% сумпорне киселине, док остатак чини вода. Отприлике 20% од укупне производње сумпорне киселине се производи овом методом, али се тај поступак све мање користи.
Друга метода је добивање сумпорне киселине, која се користи од 1900-их, а темељи се на каталитичкој оксидацији сумпор() оксида у сумпор() оксид (3), уз катализатор ванадијум(V) оксид који делује као преносилац кисеоника. Фино распрострањена платина, је најделотворнији катализатор, али има два недостатка. Прилично је скупа и одређене нечистоће у сумпор(IV) оксиду, смањују њено деловање. Многи произвођачи сумпорне киселине користе два катализатора. Први има већу површину, али је слабијег учинка, као што су гвожђе(III) оксид или ванадијум(V) оксид, који могу покренути реакцију, онда се користи мања количина платине која довршава реакцију. При 400 °C, оксидација сумпор() оксида у сумпор() оксид је готово завршена. Сумпор(VI) оксид се раствара у концентрованој сумпорној киселини. Тај се раствор сумпор() оксида у сумпорној киселини назива олеум или димећа сумпорна киселина. Касније се киселина разреди до концентрације од 96%. Производња сумпорне киселине у САД у раним 70-тим је досегла 29 милиона тона годишње, што одговара дневној производњи од 1/3 kg по особи током године.
Највећи произвођачи су: Кина, САД, Јапан, Русија и државе Европске уније. Ретко се употребљава чиста сумпорна киселина. Најчешће се користи њен 96-98% водени раствор. Као додатак намирницама носи број Е513. Код индустријске сумпорне киселине дозвољен је већи степен нечистоћа; код ње се боја креће од безбојне до жућкасте. У свету је произведено 165 милијуна тона сумпорне киселине, 2001. године.
Сумпор(VI) оксид се апсорбује се у концентрираној сумпорној киселини (w = 98%) јер је реакција чврстог сумпор() оксида с водом експлозивна, а реакција гасовитог спора. Да би се добила концентрована сумпорна киселина (w = 98%) настала пиросумпорна киселина или олеум се разређује водом. Олеум се назива још и димећа сумпорна киселина.

### Контактни поступак
Овај поступак се користи за индустријско добијање сумпорне киселине.
Прво у присуству катализатора (ванадијум-пентоксида) реагују сумпор-диоксид и кисеоник, потом се на добијени сумпор-триоксид додаје концентрована сумпорна киселина да би се добила пушљива сумпорна киселина, на коју се додаје вода да би се растворила и тако добила концентрована сумпорна киселина.
{\displaystyle 2SO_{2}+O_{2}\rightarrow 2SO_{3}}

{\displaystyle SO_{3}+H_{2}O\rightarrow H_{2}SO_{4}}

{\displaystyle H_{2}SO_{4}+SO_{3}\rightarrow H_{2}S_{2}O_{7}}

{\displaystyle H_{2}S_{2}O_{7}+H_{2}O\rightarrow 2H_{2}SO_{4}}

## Хемијске особине
Сумпорна киселина је нагризајућа, уљаста, безбојна течност, која се меша у свим односима са водом. Она је снажна, неорганска киселина с оксидирајућим и дехидратацијским деловањем. Сумпорна киселина је једна од најјачих неорганских киселина. Веома је корозивна и са њом се мора пажљиво руковати. Сумпорна киселина је по Аренијусу двобазна киселина јер дисоцијацијом даје два јона водоника по молекули.
Када се сумпорна киселина помеша са водом, киселина се увек додаје у воду (никад супротно!), долази до егзотермне реакције (реакција при којој се ослобађа енергија-топлота). Ако се раствор пажљиво не меша, додавањем воде температура може да порасте све до температуре кључања течности и да проузрокује прскање течности. Концентрована киселина уништава кожу и месо и може да узрокује трајну слепоћу ако дође у додир са очима. Ако концентрована сумпорна киселина капне на кожу, најпре је треба упити сувом крпом, а тек онда добро испрати водом. У том тренутку је најбоље испрати киселину из очију са великом количином хладне воде. Упркос опасностима узрокованим непажљивим руковањем, сумпорна киселина је постала комерцијално важна. Сумпорна киселина је јака киселина, која се у воденом раствору потпуно дисоцира на водоникове јоне (+) и сулфатне јоне (42-). Сваки молекул отпушта два јона водоника, +, из ког разлога је сумпорна киселина дипротонска киселина. Разређени раствори сумпорне киселине показују све карактеристике киселина. Оне имају кисели укус, проводе електричну струју, неутрализирају базе, и нагризају хемијски активне метале при чему настаје водоник (H2). Од сумпорне киселине могу настати две нормалне соли које садрже сулфатне јоне (42- -сулфати) и киселе соли које садрже хидрогенсулфатне јоне (4- -хидрогенсулфати).

### Реакције
Енергија солватације сулфатне киселине је веома висока, и разблаживање сулфатне киселине је јако егзотерман процес, те се врши само додатком киселину у воду, никако обратно.
У води сумпорна киселина веома лако дисосује (као и све јаке киселине), производећи велики број водоникових H+јона у раствору.
{\displaystyle H_{2}SO_{4}\rightarrow 2H^{+}+SO_{4}^{2-}}
Сумпорна киселина може да учествује у реакцији неутрализације. У реакцији са базама, базним оксидима или металима добија се метални сулфат (односно со сумпорне киселине и тог метала). Сумпорна киселина може да реагује са металима који су у напонском низу метала изнад водоника, јер ти метали истисну водоник из ње градећи са њом одговарајућу со.
{\displaystyle H_{2}SO_{4}+2Na\rightarrow Na_{2}SO_{4}+H_{2}}

{\displaystyle H_{2}SO_{4}+Na_{2}O\rightarrow Na_{2}SO_{4}+H_{2}O}

{\displaystyle H_{2}SO_{4}+2NaOH\rightarrow Na_{2}SO_{4}+2H_{2}O}
Сумпорна киселина може да истисне слабије киселине из њихових соли, нпр. истиснуће азотасту киселину из натријум-нитрита итд.
{\displaystyle 2NaNO_{2}+H_{2}SO_{4}\rightarrow Na_{2}SO_{4}+2HNO_{2}}
Ако се на сумпорну киселину дода још сумпор(III)-оксида, добија се нова киселина– пушљива (димећа) сумпорна киселина, чији су други називи пиросумпорна киселина и олеум.
{\displaystyle H_{2}SO_{4}+SO_{3}\rightarrow H_{2}S_{2}O_{7}}
Сумпорна киселина се често користи као катализатор у неким реакцијама, нпр. у естерификацији, реакцији оксидације алкохола до карбоксилне киселине, сулфоновању арена итд.
Концентрована сумпорна киселина је јако оксидационо средство, а истовремено и јака киселина и јако дехидратационо средство што је чини реагенсом са разноврсном применом.

## Физичке особине
Сумпорна киселина је безбојна уљаста течност. Код индустријске сумпорне киселине дозвољен је већи степен нечистоћа, и код ње боја иде од безбојне до жућкасте боје. Она је веома поларно једињење, меша се са водом у свим односима и хигроскопна је супстанца.

### Облици сумпорне киселине
Иако се могу направити скоро 100% раствори сумпорне киселине, накнадни губитак SO
3 на тачки кључања доводи концентрацију до 98,3% киселине. Облик са 98,3%, који је стабилнији при складиштењу, је уобичајени облик онога што се описује као „концентрована сумпорна киселина”. Друге концентрације се користе у различите сврхе. Неке уобичајене концентрације су:
| Масени удео H 2SO 4 | Густина (kg/L) | Концентрација (mol/L) | Уобичајено име                                                      |
| ------------------- | -------------- | --------------------- | ------------------------------------------------------------------- |
| <29%                | 1,00-1,25      | <4,2                  | разблажена сумпорна киселина                                        |
| 29–32%              | 1,25–1,28      | 4,2–5,0               | акумулаторска киселина (користи се у оловно-киселинским батеријама) |
| 62–70%              | 1,52–1,60      | 9,6–11,5              | коморна киселина киселина за ђубриво                                |
| 78–80%              | 1,70–1,73      | 13,5–14,0             | торањска киселина Гловерова киселина                                |
| 93,2%               | 1,83           | 17,4                  | 66 °Bé („66-степени Бомеа”) киселина                                |
| 98,3%               | 1,84           | 18,4                  | концентрована сумпорна киселина                                     |

„Коморна киселина“ и „торањска киселина“ биле су две концентрације сумпорне киселине произведене поступком у оловној комори, при чему је коморна киселина произведена у самој оловној комори (<70% да би се избегла контаминација нитрозилсумпорном киселином) а торањска киселина је извучена са дна Гловерове куле. Ови облици су сада застарели као комерцијалне концентрације сумпорне киселине, иако се по потреби могу припремити у лабораторији од концентроване сумпорне киселине. Конкретно, "10 М" сумпорна киселина (савремени еквивалент коморне киселине, која се користи у многим титрацијама), припрема се полаганим додавањем 98% сумпорне киселине у једнаку запремину воде, уз добро мешање: температура смеше може да порасте до 80 °C (176 °F) или више.

### Сумпорна киселина
Сумпорна киселина садржи не само H
2SO
4 молекуле, већ је заправо равнотежа многих других хемијских врста, као што је приказано у табели испод.
| Врсте     | mMol/kg |
| --------- | ------- |
| HSO− 4    | 15,0    |
| H 3SO+ 4  | 11,3    |
| H 3O+     | 8,0     |
| HS 2O− 7  | 4,4     |
| H 2S 2O 7 | 3,6     |
| H 2O      | 0,1     |

Сумпорна киселина је безбојна уљаста течност и има притисак паре од <0,001 mmHg на 25 °C и 1 mmHg на 145,8 °C, и 98% сумпорна киселина има притисак паре од <1 mmHg на 40 °C.
У чврстом стању, сумпорна киселина је молекуларна чврста супстанца која формира моноклинске кристале са скоро тригоналним параметрима решетке. Структура се састоји од слојева паралелних (010) равни, у којима је сваки молекул водоничним везама повезан са два друга. Хидрити H
2SO
4·nH
2O су познати за n = 1, 2, 3, 4, 6,5 и 8, иако је већина интермидијарних хидрата стабилна на диспропорционисање.

### Поларитет и проводљивост
Анхидрована H
2SO
4 је веома поларна течност, са диелектричном константом од око 100. Има високу електричну проводљивост, што је последица аутопротолизе, односно самопротонације:
{\displaystyle {\ce {2 H2SO4 <=> H3SO4+ + HSO4-}}}
Константа равнотеже за аутопротолизу (25 °C) is:
[H
3SO
4]+
[HSO
4]−
 =  2.7 × 10−4
Одговарајућа константа равнотеже за воду, Kw је 10−14, фактор 1010 (10 милијарди) мањи.
Упркос вискозности киселине, ефективна проводљивост H
3SO+
4 и HSO−
4 јона је висока због интрамолекуларног механизма протонског прекидача (аналогно Гротусовом механизму у води), што чини сумпорну киселину добрим проводником електричне енергије. Такође је одличан растварач за многе реакције.

## Примена
Сумпорна киселина је најважнији производ базичне хемијске индустрије. Производи се у великим количинама јер има веома широку употребу (године 2001. у свету произведено је 165 милиона тона сумпорне киселине).
Најчешћа примена сумпорне киселине је производња вештачког ђубрива, али има много других примена, као што је добијање хемикалија, рафинисање уља, производња боје, производња детерџената, у текстилној индустрији (користи се за производњу синтетичких влакана), у производњи лекова, за производњу експлозива, у металургији, у акумулаторима итд.
Ретко се употребљава чиста сумпорна киселина. Најчешће се користи њен 96-98% водени раствор.

## Налажење
Сумпорна киселина се може наћи на планети Венери. Угљен-диоксид који се тамо налази се разлаже се под утицајем ултравиолетних таласа од Сунчеве светлости на угљен-моноксид и насцентни кисеоник, а потом добијени кисеоник реагује са сумпор-диоксидом који се налази у атмосфери Венере и гради се сумпор-триоксид. Затим овај сумпор-триоксид реагује са воденом паром, па се награди сумпорна киселина.
Сумпорна киселина се налази у киселим кишама. Настаје тако што се сумпор-триоксид, који се налази у издувним гасовима аутомобила, аутобуса, авиона итд., једини са водом и тако настаје сумпорна киселина. Зато постоји велика количина сумпорне киселине у близини аеродрома.
Киселе кише су корозивне (јер су оне, између осталог, у ствари разблажена сумпорна киселина), нагризају споменике, уништавају биљни свет итд.